# Piaśnickie Łąki
Piaśnickie Łąki este o arie protejată (sit de importanță comunitară — SCI) din Polonia întinsă pe o suprafață de 1.084,99 ha, integral pe uscat.

## Localizare
Centrul sitului Piaśnickie Łąki este situat la coordonatele 54°48′54″N 18°03′31″E / 54.815°N 18.0585°E.

## Înființare
Situl Piaśnickie Łąki a fost declarat sit de importanță comunitară în aprilie 2004 pentru a proteja un număr necunoscut de specii din flora spontană și fauna sălbatică aflate în arealul zonei.

## Biodiversitate
Situată în ecoregiunea continentală, aria protejată conține 8 habitate naturale: Estuare, Dune mobile de-a lungul țărmului cu Ammophila arenaria („dune albe”), Dune de coastă fixe cu vegetație erbacee („dune gri”), Dune împădurite din regiunile atlantică, continentală și boreală, Pajiști cu Molinia pe soluri calcaroase, turboase sau argilos-nămoloase (Molinion caeruleae), Mlaștini oligotrofe degradate, capabile încă de regenerare naturală, Păduri acidofile de stejar bătrân cu Quercus robur pe câmpii nisipoase, Mlaștini împădurite.
La baza desemnării sitului se află un număr nedeclarat de specii protejate.
Pe lângă speciile protejate, pe teritoriul sitului au mai fost identificate 21 de specii de plante.